# Simrislund

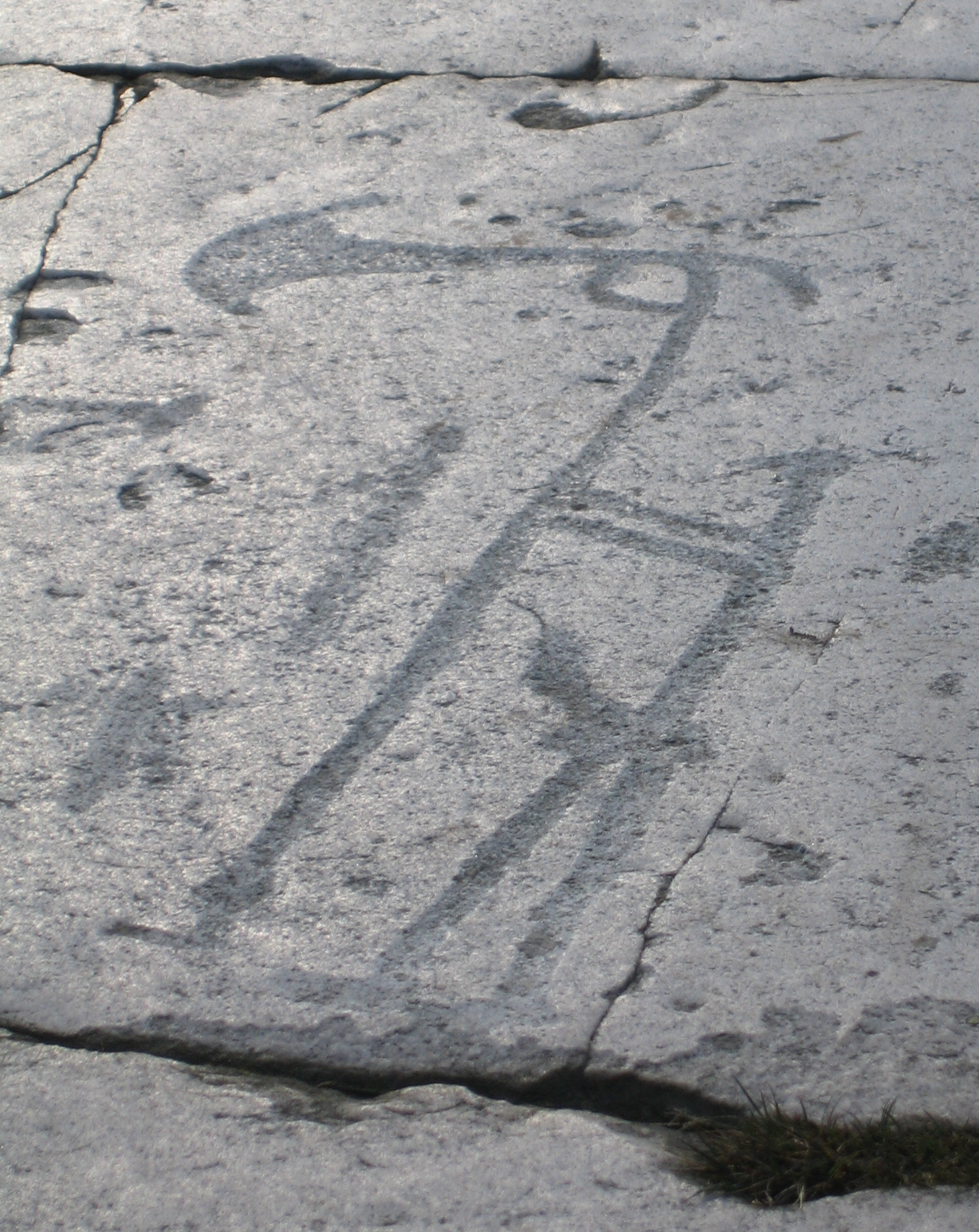
Hällristningar i Simrislund

Simrislund är ett bostadsområde i Simrishamn i Simrishamns kommun strax söder om centrum. 
I området finns många spår från bronsåldern, till exempel Horsahallens hällristningsområde.
I sandstenen nere vid stranden mitt för stenbrottet kan böljeslagsmärken ses efter en istid från kambrium; dvs för ca 600 miljoner år sedan. Dessa är starkt vittrade och påverkade av väder, vind och is. 
På andra sidan vägen och lite mer norr ut, finns välbevarade strandvallar även kallade Littorinavallen av samma typ som finns vid Baskemölla och strax söder om Brantevik. Standvallarna är spåren efter Littorinahavets strand.
Till detta område kan även det nedlagda stenbrottet räknas. Här finns tydliga spår efter landisens framfart; bl.a. parabelriss, som har bildats av stenar som suttit fastfrusna i isen och gnagt på hällen. 
Nere vid havet, skjuter en udde ut i vattnet. Detta är en diabasgång, rik på röd fältspat och går under namnet Horsahallen. Stenen är av samma slag som förekommer vid  Kullen (nordvästra Skåne), så kallad kullait.